# Studebaker Silver Hawk

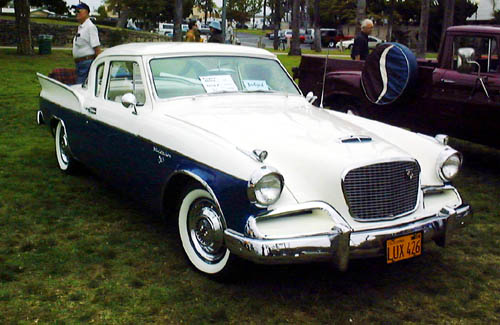
Studebaker Silver Hawk

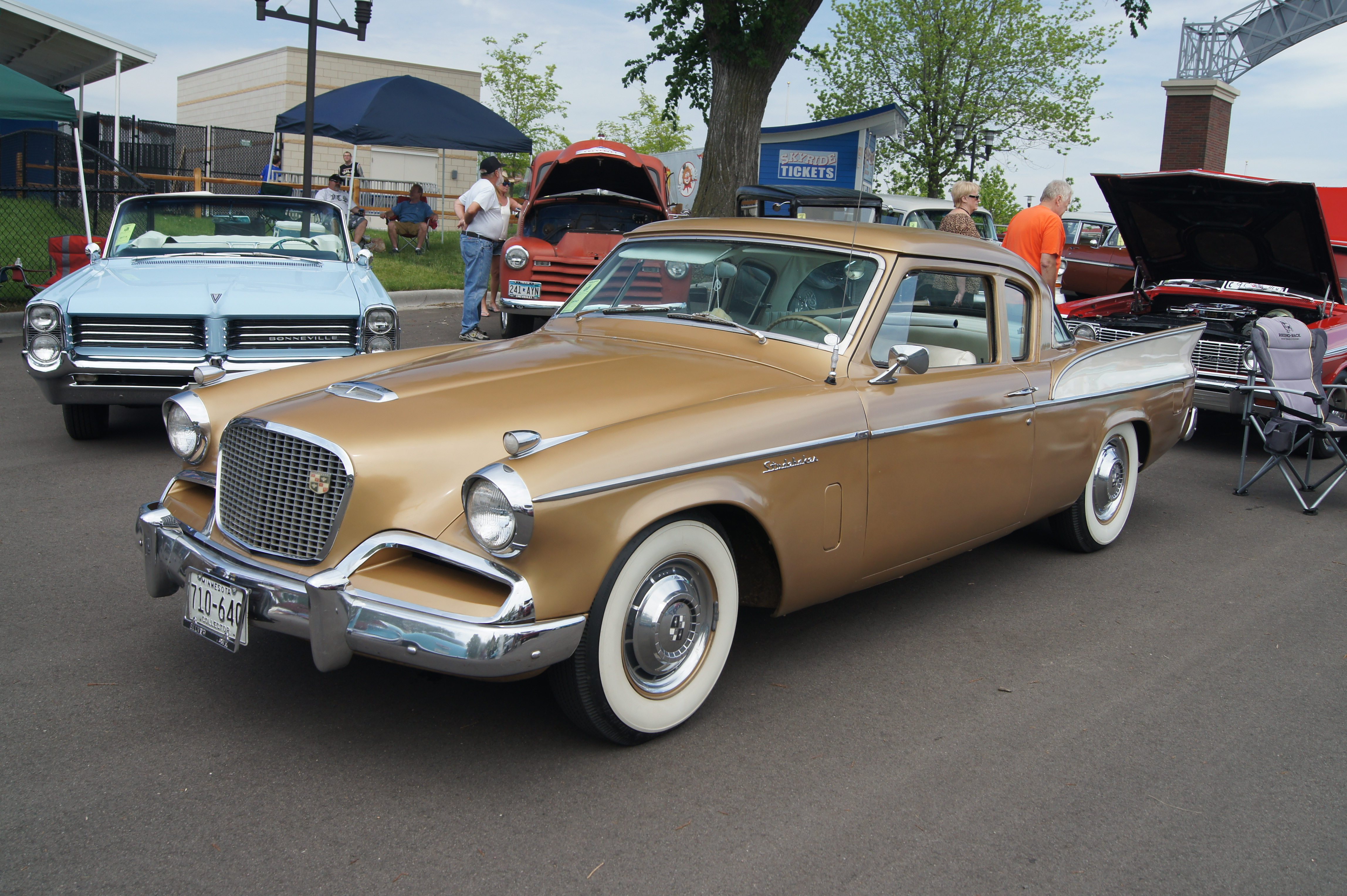
1957 Studebaker Silver Hawk.

Studebaker Silver Hawk, senare känd som Studebaker Hawk, är modellnamn som användes på Studebakers sportiga tvådörrarsbilar 1956-1964. De bygger på den smäckra "Loewy-coupen" som introducerades som 1953 års modell. En Hawk har upprättstående grill med ferrariinspirerat galler flankerad av två liggande luftintag, mindre sluttande bagagelucka och avsevärt uppstyvat chassi jämfört med tidigare. Ett antal olika varianter finns på hawktemat, med mer eller mindre sportiga ambitioner. 
Den första årgången är 1956 och då erbjöds fyra modeller, Flight hawk och power hawk på den så kallade C-karossen, en fem fönsters coupe med kraftig stolpe, samt sky hawk och golden hawk på K-karossen, en s.k. hardtop utan b-stolpe.
Flight hawk hade sex-cylindrig motor och 101 hk, power hawk V8 på 170 eller 185 hk, de dyrare kusinerna sky hawk och golden hawk hade 210 respektive 275 hk. Golden hawk hade små fenor på bakskärmarna och den 5.8 l stora motorn var av Packards tillverkning. Detta gjorde den mera nostung än de övriga, med sämre vägegenskaper som följd. Rakt fram gick det bättre, toppfarten var 210km per timma och accelerationen till hundra klarades runt nio sekunder. En del av den tiden gick förmodligen förlorad när diagonaldäcken spann vilt för att få fäste!
!957 rationaliserades programmet och C-karossen fick namnet silver hawk. Denna modell fanns med sexa (ovanligt) eller 4.3 l (259 kubiktum) eller 4.7 l V8 (289 kubiktum) Motorena var av Studebakers egen tillverkning.
Även Golden Hawk, byggd på K-karossen fick en Studebaker V8, 289 men med kompressor, åter med 275hk. Silver Hawk var en beteckning som användes  57-59 på bilar med C-karossen. 60-61 hette bilen enbart Studebaker Hawk. I USA såldes de då bara med  4,7 liters  motor med treväxlad automat, eller med manuell låda med tre eller fyra växlar. Vanligt var också överväxeln på treväxlad låda, vilket gav fem framåtväxlar och mycket god bränsleekonomi för enV 8.